# Ocyceros

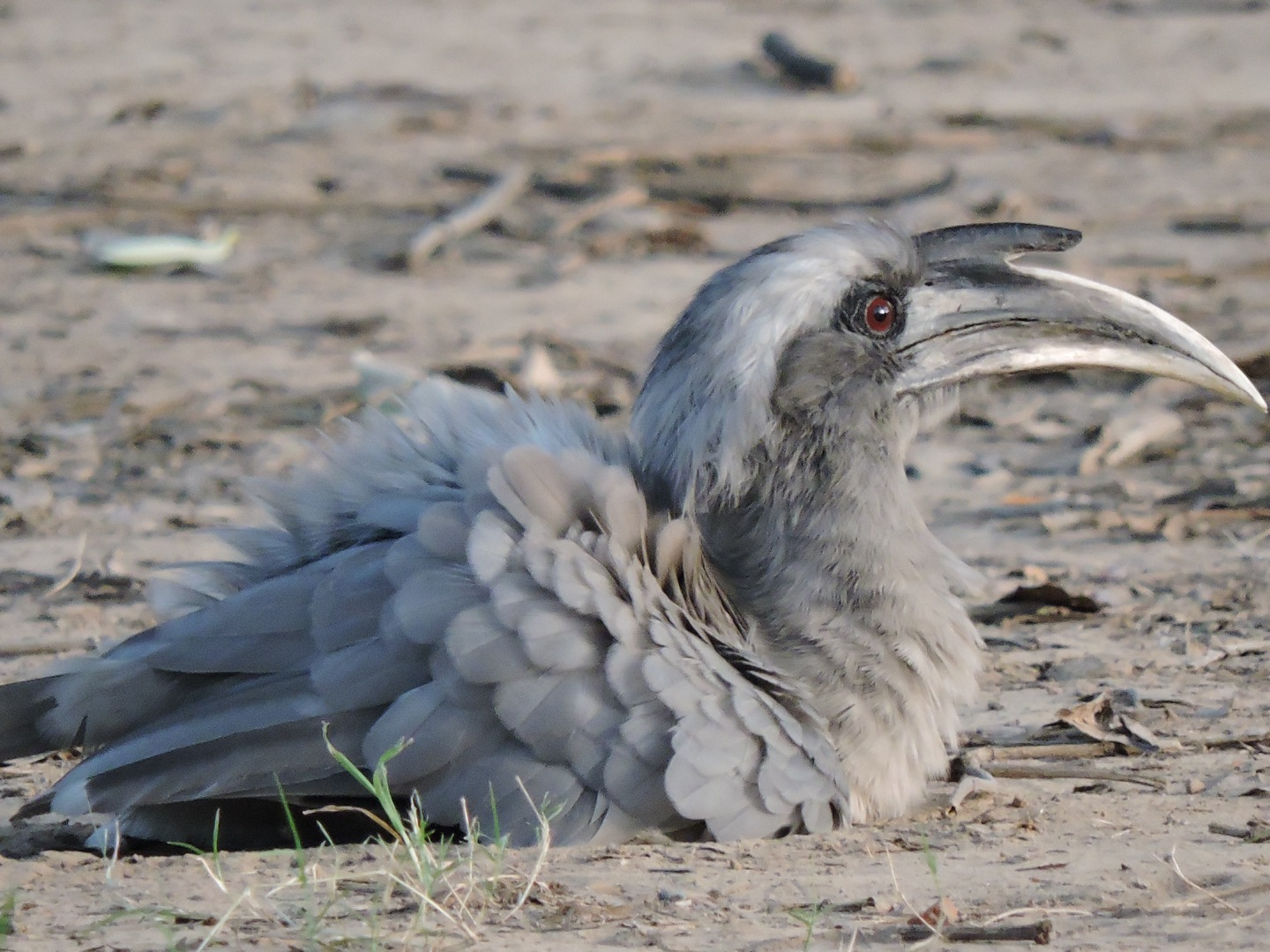
Bucero grigio indiano.

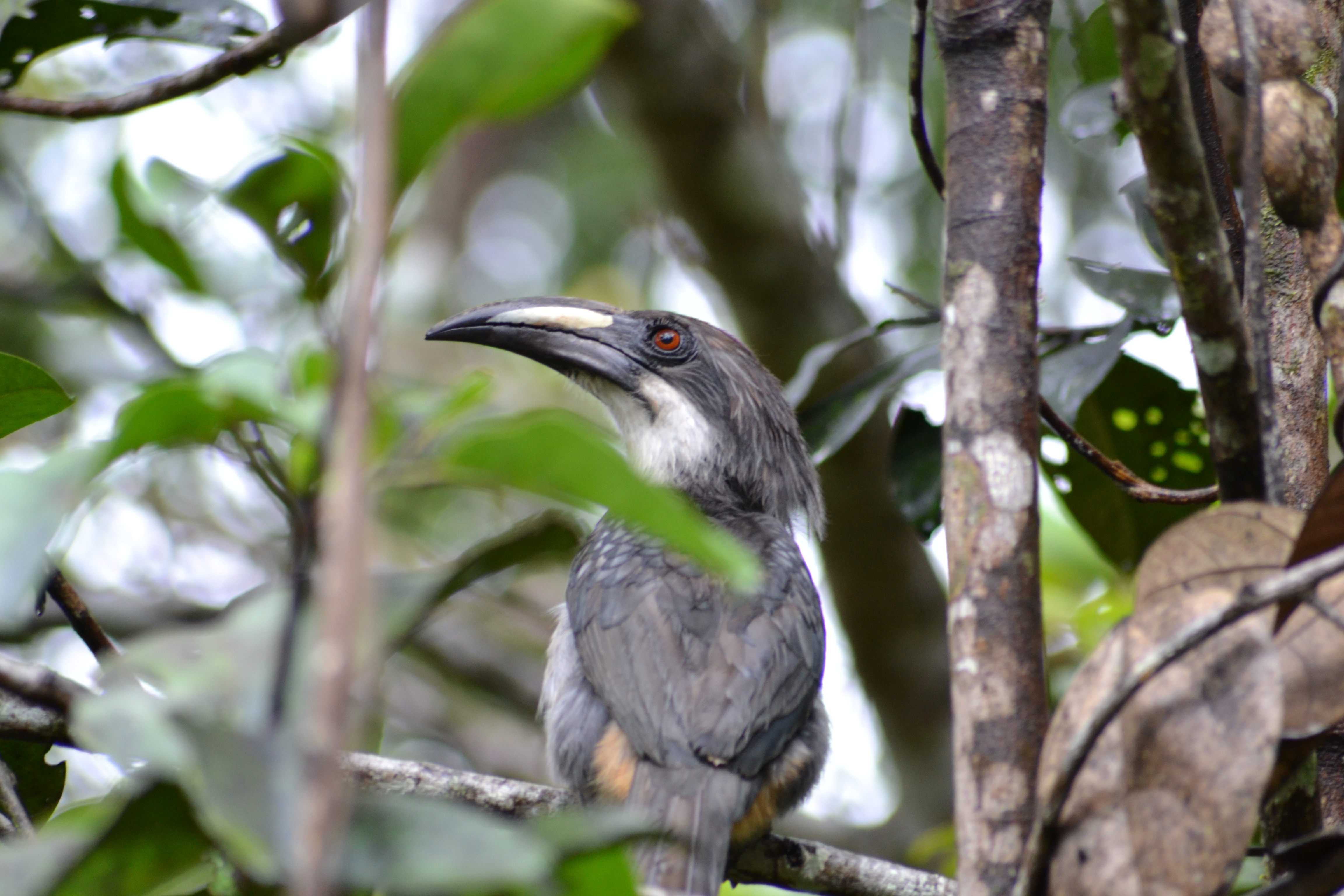
Bucero grigio di Sri Lanka.

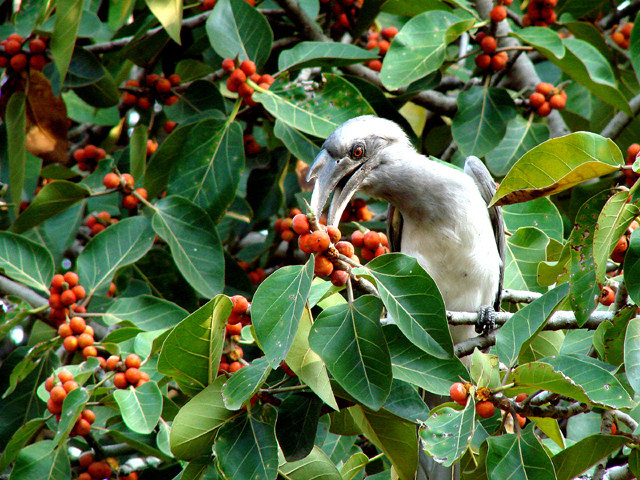
Bucero grigio indiano che mangia dei fichi.

Ocyceros Hume, 1873 è un genere della famiglia dei Bucerotidi i cui rappresentanti sono originari del Sud-est asiatico. Sono noti collettivamente come «buceri grigi asiatici», ma anche come «lofoceri asiatici», e, assieme ai lofoceri africani dell'Africa e del Medio Oriente, venivano originariamente classificati nel genere Tockus. Tuttavia, differenziandosi dalle specie di questo genere sotto diverse caratteristiche, vengono oggi posti in un genere distinto.
Come tutti i buceri, le specie appartenenti al genere Ocyceros nidificano nelle cavità degli alberi: la femmina trascorre diverse settimane all'interno del nido, il cui ingresso è chiuso quasi interamente da una parete; attraverso una piccola fessura il maschio nutre la femmina e, successivamente, i nidiacei.
Le tre specie assegnate a questo genere vengono tutte classificate come «specie a rischio minimo» (Least Concern) dalla IUCN.

## Descrizione
Tutti e tre questi buceri sono specie di piccole dimensioni. Si differenziano dalle specie del genere Tockus, molto più numerose, per non presentare un comportamento di difesa territoriale. I maschi trasportano inoltre il cibo nel gozzo e lo consegnano alla femmina e ai nidiacei dopo averlo rigurgitato. Gli Ocyceros vengono inoltre infestati da parassiti diversi rispetto a quelli che sono soliti infestare i Tockus.
La specie più insolita del genere è il bucero grigio indiano. Presenta un casco insolitamente appuntito che termina a metà del becco. La coppia centrale di penne timoniere è sorprendentemente allungata e le ali corte fanno assomigliare il suo volo a quello di un pappagallo. Le altre due specie presentano caschi solo leggermente abbozzati.

## Biologia
Le specie del genere Ocyceros sono onnivore come tutti i buceri. Tuttavia, la maggior parte della loro dieta è costituita da frutti, in particolare da fichi selvatici. Di norma afferrano questi frutti con il lungo becco direttamente dai rami posti sulle cime degli alberi. Di tanto in tanto assumono anche proteine animali sotto forma di insetti e piccoli vertebrati.

## Distribuzione e habitat
Delle tre specie, quella maggiormente diffusa è il bucero grigio indiano. Il suo areale si estende dal Punjab (Pakistan nord-orientale) al Nepal meridionale e al Bangladesh nord-occidentale, spingendosi a sud attraverso gran parte dell'India. Esso è assente solamente dalla parte sud-occidentale del paese e dalla sua costa orientale. Non è una specie minacciata, bensì è piuttosto diffusa e abbastanza comune in numerosi habitat; si è dimostrata una specie abbastanza adattabile e si può trovare anche nelle aree coltivate.
L'areale delle altre due specie è notevolmente più piccolo. Il bucero grigio di Sri Lanka è presente solamente in quest'isola. Il bucero grigio del Malabar si incontra invece sui Ghati occidentali. I Ghati occidentali sono una catena montuosa dell'India occidentale che corre lungo il margine dell'altopiano del Deccan, separandolo dalla stretta pianura costiera che si affaccia sul mar Arabico. Iniziano a sud del fiume Tapti, al confine tra gli stati indiani di Gujarat e Maharashtra, e corrono per circa 1600 km attraverso gli stati di Maharashtra, Goa, Karnataka, Kerala e Tamil Nadu fino alla punta del subcontinente indiano.

## Tassonomia
Il genere comprende le seguenti specie:
- Ocyceros griseus (Latham, 1790) - bucero grigio del Malabar;
- Ocyceros gingalensis (Shaw, 1812) - bucero grigio di Sri Lanka;
- Ocyceros birostris (Scopoli, 1786) - bucero grigio indiano.